# Cantone di Larche
Il Cantone di Larche era una divisione amministrativa dell'arrondissement di Brive-la-Gaillarde.
A seguito della riforma approvata con decreto del 24 febbraio 2014, che ha avuto attuazione dopo le elezioni dipartimentali del 2015, è stato soppresso.

## Composizione
Comprendeva i comuni di:
- Chartrier-Ferrière
- Chasteaux
- Cublac
- Larche
- Lissac-sur-Couze
- Mansac
- Saint-Cernin-de-Larche
- Saint-Pantaléon-de-Larche